# Paula van der Oest
Paula van der Oest (Laag-Soeren, 30 november 1964) is een Nederlands regisseur, scenarioschrijver en filmproducent.

## Loopbaan
Met Zinderend, haar eindexamenfilm uit 1988 van de Nederlandse Filmacademie, won ze een Tuschinski Film Award. Vervolgens werkte ze een aantal jaren als regie-assistente, om in 1994 terug te keren als regisseur en scenarioschrijfster. Voor de VPRO-serie Lolamoviola maakte ze de televisiefilms Coma en Achilles en het zebrapad. Met de eerste won ze een Gouden Kalf in de categorie Beste televisiedrama.
In 1996 maakte Van der Oest haar eerste lange speelfilm, De nieuwe moeder. Hierin speelde ook haar toenmalige echtgenoot Theu Boermans een rol; hij zou later ook in Zus & Zo spelen. De film werd in 1998 gevolgd door De trip van Teetje, met Cees Geel als louche ondernemer die een Russisch vrachtschip koopt.
Met Zus & Zo, losjes gebaseerd op Tsjechovs De drie zusters, regisseerde Van der Oest in 2001 voor het eerst mainstreamfilm. Het realistische karakter en de relaties tussen personages uit haar eerdere films bleven centraal staan, maar er werd meer humor aan toegevoegd, en een Engelse scriptdoctor hielp een eindje mee. Met resultaat: de film werd voor een Oscar genomineerd. Het publiek liet de film echter links liggen.
In 2001 schreef ze het scenario voor Meral Uslu's telefilm Roos en Rana.
Hierna volgden de Engelstalige thriller annex sprookje Moonlight (2002) over de relatie tussen een dertienjarig meisje en een even oude bolletjesslikker, het zich in de Surinaamse gemeenschap afspelende Madame Jeanette (in 2004 een groot succes in de Bijlmer) en de Renate Dorrestein-verfilming Verborgen gebreken (2004). In de jaren die volgde regisseerde ze de films Black Butterflies, The Domino Effect en Lucia de B., voordat zij op 1 april 2015 werd benoemd tot lid van de Akademie van Kunsten.
In 2017 maakte Van der Oest haar debuut als filmproducent met haar film Kleine IJstijd, die ze tevens regisseerde en schreef. Haar zoon Thijs Boermans vertolkt de rol van Davy in de film. In februari 2018 richtte Van der Oest samen met filmmakers Alain de Levita en Mark van Eeuwen de televisie- en filmproductiemaatschappij Levitate Film op.  Met Levitate Film produceerde ze onder andere de films Colosseum, Love in a Bottle, Stromboli, Leeuwin en de series Kerstgezel.nl en De Joodse Raad.
In 2020 schreef zij het scenario van de film De Slag om de Schelde, tevens werkte ze mee als uitvoerend producent.

## Privé
Van der Oest was jaren getrouwd met regisseur Theu Boermans, met hem kreeg zij twee kinderen; acteur Thijs Boermans en actrice Antje Boermans.

## Filmografie

### Als regisseur

#### Film
- 1988: Zinderend
- 1994: Coma
- 1995: Achilles en het zebrapad
- 1996: De nieuwe moeder
- 1996: Always yours, for never
- 1997: Smakeloos
- 1998: De trip van Teetje
- 1998: Meedingers
- 1999: Link spel
- 2001: Zus & Zo
- 2002: Moonlight
- 2004: Madame Jeanette
- 2004: Verborgen gebreken
- 2008: Tiramisu
- 2008: Wijster
- 2011: Black Butterflies
- 2012: The Domino Effect
- 2014: Lucia de B.
- 2016: Tonio
- 2017: Kleine IJstijd
- 2020: The Bay of Silence
- 2021: Love in a Bottle

#### Televisie
- 1999: De zeven deugden, 2 afleveringen
- 2011-2012: Mixed Up
- 2015: Noord Zuid, 6 afleveringen
- 2020: The Split, 3 afleveringen
- 2020: Kerstgezel.nl, 4 afleveringen
- 2024: De Joodse Raad, 5 afleveringen

### Als scenarioschrijfster

#### Film
- 1994: Coma
- 1995: Achilles en het zebrapad
- 1996: De nieuwe moeder
- 1996: Always yours, for never
- 1998: De trip van Teetje
- 2001: Roos en Rana
- 2001: Zus & Zo
- 2008: Tiramisu
- 2012: The Domino Effect
- 2017: Kleine IJstijd
- 2018: All You Need Is Love
- 2020: De Slag om de Schelde
- 2021: Love in a Bottle
- 2022: Stromboli

#### Televisie
- 1999: De zeven deugden, 2 afleveringen
- 2011-2012: Mixed Up
- 2012: Moeder, ik wil bij de revue, 8 afleveringen
- 2015: Noord Zuid, 10 afleveringen
- 2016: Vlucht HS13, 6 afleveringen
- 2016-2017: Petticoat

### Als producent

#### Film
- 2017: Kleine IJstijd
- 2019: The Parts You Lose, uitvoerend
- 2019: Colosseum
- 2020: De Slag om de Schelde, uitvoerend
- 2021: Love in a Bottle
- 2022: Berenklauw
- 2022: Stromboli
- 2023: Leeuwin

#### Televisie
- 2020: Kerstgezel.nl, 4 afleveringen
- 2024: De Joodse Raad, 5 afleveringen